# التصويت بحجب الثقة عن حكومة فيليبي غونثاليث 1987
التصويت بحجب الثقة عن حكومة فيليبي غونثاليث 1987 تمت مناقشة اقتراح بحجب الثقة عن الحكومة الإسبانية بقيادة فيليبي غونثاليث وتم التصويت عليه في مجلس النواب في الفترة ما بين 26 و30 مارس 1987. واقترح هذا الاقتراح من قبل زعيم تحالف الشعب أنطونيو هيرنانديز مانشا بدافع من «تدهور وضع الدولة» نتيجة للصراع الاجتماعي الذي اندلع خلال شتاء 1986-1987 بين حزب العمال الاشتراكي الإسباني الحاكم والاتحاد العام للعمال المتحالف معه سابقًا، والذي ازداد انتقاده لسياسات غونزاليس الاقتصادية. نُسبت الدوافع الحقيقية للحركة إلى حاجة مانشا للترقية العامة بصفته زعيم المعارضة بعد انتخابه مؤخرًا لهذا المنصب، بالإضافة إلى رغبة حزبه الملحوظة في إثبات أسبقيته داخل الطيف السياسي لليمين الوسطي في إسبانيا وسط الأزمة الداخلية التي كانت تحاصرها في الأشهر السابقة.
هُزِم بشكل سليم من قبل الأغلبية المطلقة التي حصل عليها حزب العمال الاشتراكي في الكونجرس. حصل فقط على أصوات حزبين أحدهما اتحاد بلنسية، بينما صوت 15 طرفًا لصالحه أو امتنع عن التصويت. ولم يحضر العديد من النواب التصويت إطلاقا. بعد أن عجز المعلقون السياسيون عن تأمين أي دعم كبير خارج مجموعته، وانتقدته بشدة أحزاب المعارضة الأخرى ورأوا بعض الزلات السيئة السمعة خلال خطابه، سرعان ما اعتبروا الاقتراح بمثابة ضربة سياسية ضخمة لمسيرة هيرنانديز مانشا المهنية، الذي انتهى به الأمر بالتقاعد من السياسة عام 1989.